# Manuel de Falla
Manuel de Falla (ur. 23 listopada 1876 w Kadyksie, zm. 14 listopada 1946 w Argentynie) – jeden z najwybitniejszych kompozytorów hiszpańskich. Przedstawiciel kierunku narodowego, impresjonizmu i neoklasycyzmu.
Pierwszym nauczycielem muzyki de Falli była jego własna matka, która uczyła go gry na fortepianie, a później studiował kompozycję u Felipe Pedrella. W pierwszym okresie twórczość de Falli pozostawała w późnoromantycznym nurcie muzyki narodowej – hiszpańskiej, głównie andaluzyjskiej. Z tego okresu pochodzi szereg kompozycji orkiestrowych i fortepianowych, takich jak Serenada na fortepian G.22 1901, Mazurek w c-moll G.11 1899, Kaprys waloński G.15 1900, Serenada andaluzyjska G.13 1900, Allegro koncertowe G.29 1903-1904.
Drugi okres w twórczości kompozytora rozpoczął się w 1907 wraz z podjęciem studiów muzycznych w Paryżu. Tam zapoznawał się z twórczością impresjonistów Claude’a Debussy’ego i Maurice’a Ravela, która stała się jego wielką inspiracją na nadchodzące lata. Łącząc impresjonistyczną wrażliwość z iberyjską żywiołowością, tworzył dzieła, które przysparzały mu największej sławy: balet El Amor brujo (1915–1917) oraz El Sombrero de tres picos (1917–1919) i Noce w ogrodach Hiszpanii (1909–1916). Od 1920 de Falla zmieniał swój muzyczny styl, kierując się w stronę neoklasycyzmu. Z tego okresu pochodzi m.in. Koncert klawesynowy skomponowany dla Wandy Landowskiej i sceniczne dzieło El Retablo de Maese Pedro (1923). W 1926 de Falla wycofał się z czynnego życia muzycznego, a w 1939 emigrował do Ameryki Południowej. Przebywając w swym argentyńskim zaciszu, komponował nieukończoną kantatę Atlantida.
13 lipca 1940 został odznaczony hiszpańskim Krzyżem Wielkim Orderu Alfonsa X Mądrego, wcześniej 29 marca 1929 wyróżniony został Orderem Alfonsa XII, a 14 marca 1928 otrzymał francuską Legię Honorową.
| Dzieła kompozytorskie | Dzieła kompozytorskie                                                            | Dzieła kompozytorskie                  |
| Lata pracy            | Tytuł dzieła                                                                     | Forma muzyczna                         |
| --------------------- | -------------------------------------------------------------------------------- | -------------------------------------- |
| 1896                  | Nocturno, G. 3                                                                   | Miniatura fortepianowa                 |
| 1897                  | Melodia, G. 4                                                                    | Duet na wiolonczelę i fortepian        |
| 1898                  | Utwór na wiolonczelę i fortepian G. 7                                            | Duet na wiolonczelę i fortepian        |
| 1898                  | Romanza, G. 6                                                                    | Duet na wiolonczelę i fortepian        |
| 1898 -1899            | Moreya, for flute & piano quartet, G. 9                                          | Utwór kameralny                        |
| 1898 -1899            | Kwartet fortepianowy G-dur, G. 8                                                 | Kwartet fortepianowy                   |
| 1899                  | Mazurek c-moll, G. 11                                                            | Mazurek na fortepian                   |
| 1899                  | Serenata andaluza, G. 12                                                         | Duet na skrzypce i fortepian           |
| 1900                  | Preludios, G. 16                                                                 | Utwór na głos i fortepian              |
| 1900                  | Rima – Dios mio, que solos se quedan los muertos!, G. 20                         | Utwór na głos i fortepian              |
| 1900                  | Rima – Olas gigantes, G. 19                                                      | Utwór na głos i fortepian              |
| 1900                  | Vals Capricho, G. 15                                                             | kaprys na fortepian                    |
| 1900                  | Pasacalle torero, G. 18                                                          | Fuga                                   |
| 1900                  | Serenata andaluza, G. 13                                                         | Serenada fortepianowa                  |
| 1900                  | La Juana y la Patra, G. 17                                                       | Operetka                               |
| 1901                  | Serenata, G. 22                                                                  | Miniatura fortepianowa                 |
| 1901                  | Obras desconocidas (3)                                                           | Miniatura fortepianowa                 |
| 1902                  | Los Amores de la inés, G. 26                                                     | Operetka                               |
| 1902 -1903            | Tus ojillos negros, G. 28                                                        | Utwór na głos i fortepian              |
| 1903                  | Kwartet smyczkowy, G. 30                                                         | Kwartet smyczkowy                      |
| 1904                  | Cantares de Nochebuena 9 pieśni, G. 34                                           | Zbior pieśni na głos i fortepian       |
| 1905 -1913            | La Vida breve, G. 35/39                                                          | Opera                                  |
| 1906 -1909            | Cztery miniatury hiszpańskie, G. 37                                              | Miniatura fortepianowa                 |
| 1908                  | Con afectos de jubileo y Gozo, G. 36                                             | Utwór wokalny a cappella               |
| 1909 -1910            | Mélodies 3, G. 37                                                                | Utwór na głos i fortepian              |
| 1909 -1916            | Noce w ogrodach Hiszpanii, G. 49                                                 | Koncert fortepianowy                   |
| 1914                  | Soleá, G. 41                                                                     | Utwór na głos i gitarę                 |
| 1914                  | Oracion de las madres, G. 42                                                     | Utwór na głos i fortepian              |
| 1914                  | El Amor brujo                                                                    | Utwór orkiestralny                     |
| 1914                  | 7 pieśni hiszpańskich, G. 40                                                     | Zbior pieśni na głos i fortepian       |
| 1915                  | El pan de ronda G. 47                                                            | Utwór na głos i fortepian              |
| 1915                  | El Amor brujo, G. 48                                                             | Utwór na głosy i orkiestrę             |
| 1915 -1917            | El Amor brujo, G. 44/68                                                          | Balet                                  |
| 1915 -1926            | El Amor brujo, G. 48                                                             | Sekstet smyczkowy                      |
| 1916 -1917            | El Corregidor y la molinera, G. 50                                               | Balet                                  |
| 1916 -1917            | El Amor brujo, G. 48                                                             | Suita na orkiestrę                     |
| 1917                  | El Amor brujo, G. 48                                                             | Utwór orkiestralny                     |
| 1917 -1919            | El Sombrero de tres picos, G. 53                                                 | Balet                                  |
| 1918                  | Fuego Fátuo, oparte na motywach Chopina (niedokończone), G. 52                   | Opera                                  |
| 1919                  | Fantasía Baetica, G. 55                                                          | Fantazja na fortepian                  |
| 1919 -1923            | El Retablo de Maese Pedro, G. 65                                                 | Operetka lalkowa                       |
| 1920                  | Homenaje pour Le tombeau de Claude Debussy, G. 56                                | Utwór na gitarę                        |
| 1921                  | Fanfare pour une fête, G. 61                                                     | Utwór na orkiestrę dętą                |
| 1921                  | El Sombrero de tres picos, Suita No.1, G. 58                                     | Suita na orkiestrę                     |
| 1921                  | El Sombrero de tres picos, Suita No.2, G. 59                                     | Suita na orkiestrę                     |
| 1922                  | Misterio de los Reyes Magos, G. 64                                               | Utwór orkiestralny                     |
| 1923 -1926            | Koncert na klawesyn, G. 71                                                       | Koncert klawesynowy                    |
| 1924                  | Psyché, G. 67                                                                    | Utwór na głosy i zespół instrumentalny |
| 1926                  | Suite Populaire Espagnole                                                        | Suita fortepianowa                     |
| 1927                  | El Gran teatro del mundo, G. 73                                                  | Utwór orkiestralny                     |
| 1927                  | Soneto a Córdoba, G. 72                                                          | Utwór na głos i fortepian              |
| 1927 -1946            | Atlántida, scenic cantata (dokończona przez Halfftera w 1961, pop. 1976), G. 102 | Opera                                  |
| 1932                  | Jesus ait, chór dziecięcy, G. 77                                                 | Motet                                  |
| 1933                  | Balada de Mallorca (aranżacja Chopina Ballada No.2), G. 78                       | Utwór wokalny a cappella               |
| 1934                  | Fanfare sobre el nombre de E. F. Arbós, G. 80                                    | Utwór instrumentalny                   |
| 1935                  | Pour le tombeau de Paul Dukas, G. 83                                             | Miniatura fortepianowa                 |
| 1935                  | invocatio ad individuam Trinitatem, G. 82                                        | Utwór wokalny a cappella               |
| 1938 -1939            | Homenajes                                                                        | Suita na orkiestrę                     |
| 1903 -1904            | Allegro de concierto, G. 29                                                      | Miniatura fortepianowa                 |